# Буденешть
Буденешть, Буденешті (рум. Budănești) — село у повіті Мехедінць в Румунії. Входить до складу комуни Іловец.
Село розташоване на відстані 268 км на захід від Бухареста, 17 км на північ від Дробета-Турну-Северина, 99 км на північний захід від Крайови.

## Населення
За даними перепису населення 2002 року у селі проживали 183 особи, усі — румуни. Усі жителі села рідною мовою назвали румунську.